# Lokavec, Sveta Ana
Lokavec je naselje v Občini Sveta Ana.

## Opis kraja
Lokavec ima najvišji vrh v Slovenskih goricah, ki meri 404 metre. Kraj ima tudi dve gostilni in trgovino. Hiše ležijo večinoma na gričih. V kraju živi 209 ljudi, od tega 113 moških in 96 žensk. V Lokavcu je 67 gospodinjstev, 63 družin in 63 stanovanj z družinami. Imamo tudi športni park s tremi igrišči. Eno igrišče je za nogomet, drugo za odbojko na mivki in tretje za košarko. Imamo tudi nogometno ekipo KMN Lokavec. V njem je 14 nogometašev. Igrajo v radgonski B ligi. Imamo tudi prostovoljno gasilsko društvo Lokavec in avto prevozništvo. Vsako leto gostimo tudi Anin teden. Na igriščih se pomerjajo: dekleta v nogometu, veterani v nogometu, gasilci v nogometu in vsi kraji, ki spadajo v občino Sveta Ana s svojimi ekipami v odbojki na mivki. V Lokavcu je šola in vrtec s skupaj približno 30 učenci.

## Kmetijstvo
V Lokavcu imamo vse kmetijske panoge. Te so: živinoreja, poljedelstvo, sadjarstvo, vinogradništvo, ribištvo in gozdarstvo. V hlevu na kmetijah lahko najdete koze, ovce, krave, svinje, zajce, konje. V veliki meri se ljudje ukvarjajo z vinogradništvom, poljedelstvom in sadjarstvom. V Lokavcu imamo tudi zelo dobre ribiče, ki so osvojili že veliko medalj in pokalov, posamezno ali ekipno.

## Zgodovina šole
Šola je bila ustanovljena leta 1850. Prvi pouk je bil v privatni hiši. Leta 1885 je sklenil takratni šolski svet sezidati novo šolsko poslopje. Da je do tega leta 1887 tudi prišlo, je največja zasluga nemškega šolskega društva. Pri otvoritveni svečanosti so poudarili nemški značaj šole. Leta 1921 so nemške učitelje odstavili in zaposlili slovenske. Prvi slovenski upravitelj je bil Avgust Rejec. 6.4.1941 je bilo na šoli 175 otrok in 5 učiteljev. Po drugi svetovni vojni se je pouk ponovno pričel 4.6.1945. 
Do leta 1964 je šola delovala kot samostojna osemletka, nato pa se je združila z OŠ Zgornja Ščavnica. Pouk je potekal v kombiniranih oddelkih tudi na predmetni stopnji. Zato je v letu 1974 prišlo do prešolanja učencev višje stopnje na Zgornjo Ščavnico in zagotovljen reden prevoz s šolskim avtobusom. V Lokavcu je ostala nižja stopnja, ki ima kombiniran pouk za 1-2 ter 3-4 razred. Zaradi večjih možnosti zaposlovanja v domači občini, kot v bližnji Slatkogorski, se je po letu 1980 odseljevanje ustavilo.  

## Lega kraja
Kraj leži med glavno cesto proti Avstrijo in cesto proti Apačam. Lokavec meji na: Pogled, Rožengrunt, Dražen Vrh, Novi Vrh in Trate.